# 1,2,3,4-四氢喹啉
1,2,3,4-四氢喹啉是一种有机化合物，化学式为C9H11N。

## 合成及反应
由于喹啉对氢化反应的活性较高，大部分贵金属基催化剂均可将其还原1,2,3,4-四氢喹啉。
它和亚硝酸异戊酯在4-叔丁基苯甲酸存在下反应，可以得到1-亚硝基-1,2,3,4-四氢喹啉。